# Tommaso Menoncello

a Compétitions nationales et continentales officielles uniquement.

b Matchs officiels uniquement.
Dernière mise à jour le 15 avril 2024.
Tommaso Menoncello, né le 20 août 2002 à Trévise (Italie), est un joueur international italien de rugby à XV évoluant aux postes de centre ou d'ailier. Il joue au Benetton Trévise en United Rugby Championship.

## Biographie

### Jeunesse et formation
Tommaso Menoncello naît le 20 août 2002 à Trévise en Italie. Durant sa jeunesse, il joue notamment au football, évoluant au poste de défenseur. De plus, il joue également au rugby à XV au sein du Benetton Trévise et du club de l'ASD Rugby Paese. Plus tard, il intègre le centre de formation du Benetton Trévise,.
En 2019, il est sélectionné avec l'équipe d'Italie des moins de 18 ans pour disputer le Six Nations Festival. Pendant la compétition, il dispute les trois matchs, dont deux en tant que titulaire, et est l'auteur de bonnes performances au poste de deuxième centre.

### Début professionnels précoces (2020-2021)
En amont de la saison 2020-2021, il intègre l'Académie nationale Ivan Francescato de Parme,,. En parallèle, il se voit offrir un contrat de Permit player avec le Benetton Trévise, il peut être amené à jouer pour la franchise lorsque celle-ci le convoque mais n'est pas considéré comme un joueur à temps plein. Fin novembre 2020, il fait ses débuts professionnels avec cette équipe en Pro14, à seulement dix-huit ans, en entrant en jeu contre les Dragons où il inscrit son premier essai synonyme de bonus défensif pour son équipe lors d'une défaite 19 à 26 à domicile. Quelques jours plus tard, il est titularisé pour la première fois, sur la pelouse du Connacht, au poste d'ailier. Se sont ses deux seuls matchs de la saison avec le Benetton. En janvier 2021, il est sélectionné pour la première fois en équipe d'Italie pour préparer le Tournoi des Six Nations. Il ne dispute cependant aucune rencontre. Au mois de juin suivant, il fait partie de l'équipe d'Italie des moins de 20 ans sélectionné pour le Tournoi des Six Nations des moins de 20 ans. Pendant la compétition, il prend part aux cinq rencontres italiennes en étant titulaire à quatre reprises.
Toujours durant l'été 2021, il est de nouveau nommé Permit player pour la saison 2021-2022 du Benetton Trévise. En parallèle, il est sous contrat avec le Mogliano Rugby SSD. Cependant, son rôle devient nettement plus important au sein de la franchise italienne, notamment grâce à sa polyvalence qui lui permet de jouer ailier, premier ou deuxième centre. Sur la première partie de saison il est utilisé à huit reprises, dont sept fois comme titulaire, et inscrit quatre essais. Également durant cette première partie de saison, il est convoqué par Alessandro Troncon avec l'équipe d'Italie A (en) (équipe réserve) afin d'affronter l'Espagne et l'Uruguay,. Titulaire durant ces deux matchs, il écope notamment d'un carton jaune contre l'Espagne mais son équipe s'impose 13 à 11,.

### Premières sélections internationales et progression (depuis 2022)

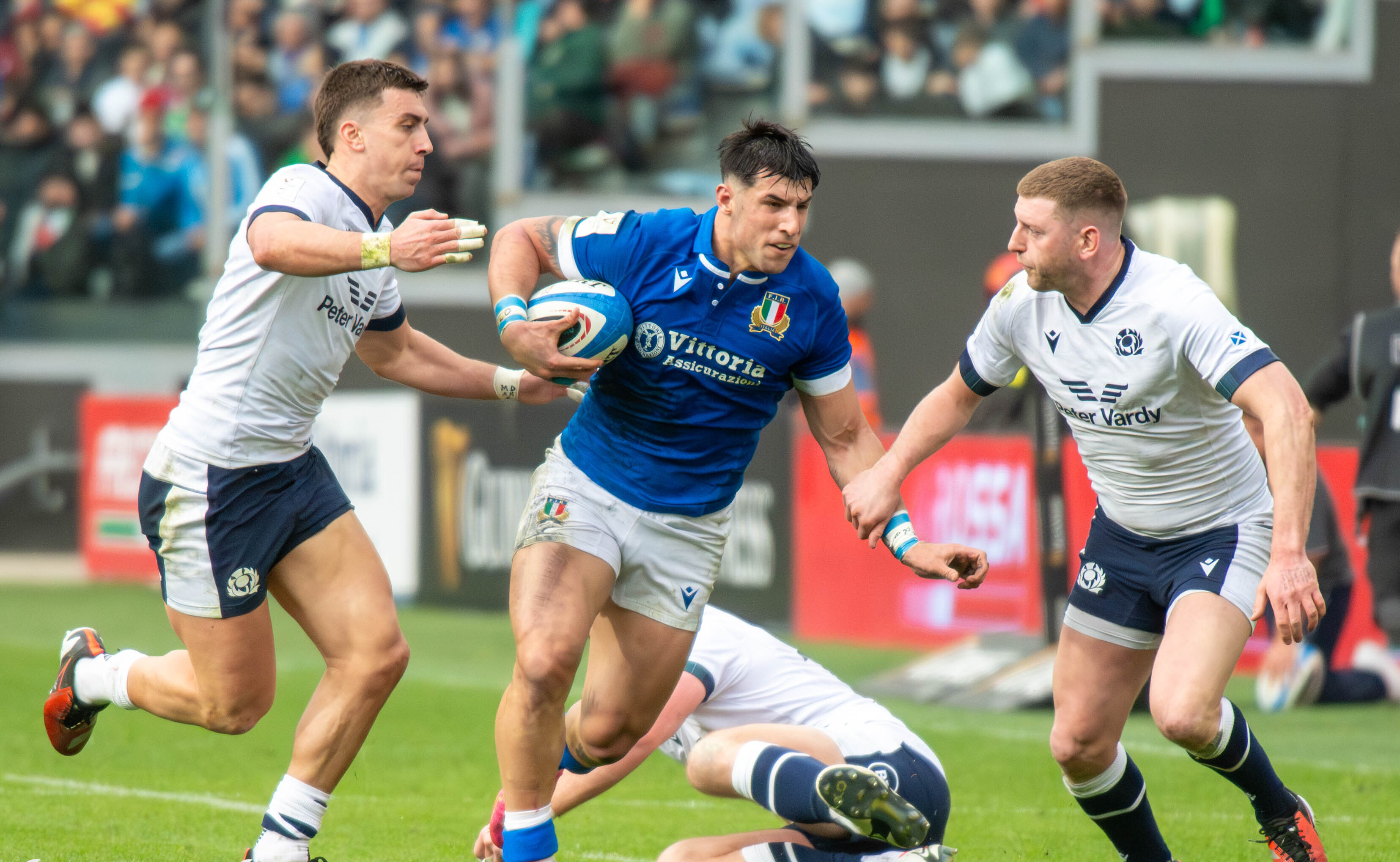
Tommaso Menoncello ballon en main face aux Écossais Cameron Redpath et Finn Russell durant le Tournoi des Six Nations 2024.

Au mois de janvier 2022, il est convoqué avec l'Italie pour le Tournoi des Six Nations. Début février, il connaît sa première cape internationale lors de la première journée en étant titularisé sur l'aile droite. Durant la rencontre, il inscrit le premier essai, le seul de son équipe, contre l'équipe de France, devenant ainsi le plus jeune marqueur d'essai dans le Tournoi depuis le Tournoi des Cinq Nations 1967,,. De plus, il subit une blessure pendant ce match et ne rejoue pas de la compétition,. Quelques jours après ses débuts réussis sous le maillot italien, il voit son contrat être prolongé jusqu'en 2025 avec le Benetton Trévise. Fin mars, il fait son retour sur les terrains en United Rugby Championship, au total il prend part à quinze rencontres en étant remplaçant une seule fois et inscrit sept essais avec sa franchise. En fin de saison, il est à nouveau convoqué avec l'Italie pour la tournée d'été. Pendant cette dernière, il dispute deux rencontres contre la Roumanie, où il inscrit un doublé, et la Géorgie où il est de nouveau l'auteur d'un essai mais son équipe s'incline pour la première fois de son histoire face à cet adversaire,.
À l'automne suivant, le sélectionneur italien le retient pour les tests de fin d'année. Pendant cette tournée, il doit se contenter d'un rôle de remplaçant lors des trois matchs, il participe notamment à la première victoire italienne contre l'Australie. En janvier 2023, il signe une nouvelle prolongation de contrat le liant jusqu'en 2026 avec le Benetton Trévise. Ce mois-ci, il est également sélectionné pour le Tournoi des Six Nations 2023. Pendant la compétition, il se voit octroyer un rôle de titulaire lors des quatre rencontres qu'il dispute. Au total, il dispute seize matchs avec le Benetton durant la saison. En mai suivant, il est sélectionné avec l'Italie dans un groupe de quarante-six joueurs pour préparer la Coupe du monde 2023.
En août, lors d'un test match de préparation face à l'Irlande, il subit une rupture du biceps gauche. Cette blessure le contraint à renoncer à participer à la Coupe du monde. À cause de cette dernière, il manque plusieurs mois de compétition et fait son retour au mois de décembre lors d'un derby face au Zebre Parma,. Le mois suivant, il est convoqué pour le Tournoi des Six Nations 2024. Lors de la compétition, le nouveau sélectionneur Gonzalo Quesada l'utilise comme un titulaire lors des cinq matchs et il est l'auteur de bonnes performances, étant notamment nommé homme du match lors du match nul historique contre le XV de France,,,. Pendant ce Tournoi, l'Italie réalise le meilleur bilan de son histoire dans la compétition avec deux victoires, un nul et deux défaites. À l'issue de la compétition, il est nommé dans une liste de quatre joueurs pour le titre de meilleur joueur de l'édition 2024. Finalement, début avril, il est élu meilleur joueur du Tournoi des Six Nations, il devient le deuxième italien à remporter cette distinction après Andrea Masi en 2011, ainsi que le plus jeune à recevoir cette récompense. De plus, il fait également partie de l'équipe-type de la compétition. Quelques jours plus tard, il aide son équipe du Benetton Trévise à se qualifier en demi-finale de Challenge Cup en inscrivant un essai lors d'une victoire 39 à 24 face au Connacht.

## Statistiques en équipe nationale
Tommaso Menoncello compte 31 capes en équipe d'Italie, dont 28 en tant que titulaire, depuis sa première sélection le 6 février 2022 face à la France.

## Palmarès
- Élu meilleur joueur du Tournoi des Six Nations en 2024.
- Membre de l'équipe type du Tournoi des Six Nations en 2024 et 2025.